# ACF Fiorentina
ACF Fiorentina je nogometni klub iz Firence, Italija. Klub je osnovan 26. kolovoza 1926. godine i trenutačno se natječe u Seriji A. Fiorentina svoje mečeve odigrava na stadionu Stadio Artemio Franchi koji ima kapacitet od 43.147 mjesta. Fiorentina je titulu prvaka Italije osvajala dva puta, u sezoni 1955./56. i u sezoni 1968./69. Kup Italije ovaj klub osvajao je 6 puta i to u sezonama: 1939./40., 1960./61., 1965./66., 1974./75., 1995./96., 2000./01.

## Klupski uspjesi

### Domaći uspjesi
Serie A:
- Prvak (2): 1955./56., 1968./69.
- Drugi (5): 1956./57., 1957./58., 1958./59., 1959./60., 1981./82.

Coppa Italia:
- Prvak (6): 1939./40., 1960./61., 1965./66., 1974./75., 1995./96., 2000./01.
- Finalist (5): 1957./58., 1959./60., 1998./99., 2013./14., 2022./23.

Supercoppa Italiana:
- Prvak (1): 1996.
- Finalist (1): 2001.

### Europski uspjesi
Liga prvaka:
- Finalist (1): 1956./57.

UEFA Europska konferencijska liga:
- Finalist (2): 2022./23., 2023./24.

UEFA Kup pobjednika kupova:
- Osvajač (1): 1960./61.
- Finalist (1): 1961./62.

Kup UEFA:
- Finalist (1): 1989./90.

Anglo-talijanski Liga kup:
- Osvajač (1): 1975.

## Hrvati u Fiorentini
- Ante Rebić: 2013. – 2017.
- Milan Badelj: 2014. – 2018.
- Ricardo Bagadur: 2014. – 2017.
- Nikola Kalinić: 2015. – 2017.
- Hrvoje Milić: 2016. – 2017.
- Marko Pjaca: 2018. – 2019.

## Poznati igrači
| Italija - Daniele Adani 1999. – 2002. - Lorenzo Amoruso - Enrico Chiesa 1999. – 2002. - Angelo Di Livio 1999. – 2005. - Enzo Maresca 2004. – 2005. - Fabrizio Miccoli 2004. – 2005. - Francesco Toldo 1993. – 2001. - Luca Toni 2005. – - Moreno Torricelli 1998. – 2002. Brazil - Adriano - Dunga 1988. – 1992. - Edmundo 1997. – 1999. - Marcio Santos 1994. – 1995. - Luis Oliveira 1996. – 1999. Argentina - Abel Balbo 2000. – 2002. - Gabriel Batistuta 1991. – 2000. Njemačka - Stefan Effenberg 1992. – 1994. - Jörg Heinrich Portugal - Rui Costa 1994. – 2001. - Nuno Gomes 2000. – 2001. Austrija - Alex Manninger Australija - Paul Okon 1999. – 2000. Bugarska - Valeri Bojinov 2005. – 2006. Češka - Tomáš Řepka 1998. – 2001. - Tomaš Ujfaluši 2004. – Danska - Brian Laudrup 1992. – 1993. - Martin Jorgensen 2004. – Japan - Hidetoshi Nakata 2004. – 2005. Rumunjska - Marius Lăcătuş 1990. – 1991. - Bogdan Lobonţ 2006. – Rusija - Andrej Kančelskis 1996. – 1998. Crna Gora - Predrag Mijatović 1999. – 2002. Švedska - Stefan Schwarz 1995. – 1998. |  | Italija - Giancarlo Antognoni - Roberto Baggio - Mario Bertini - Giovanni Galli - Francesco Graziani Argentina - Daniel Passarella - Daniel Bertoni Brazil - Sócrates Švedska - Glenn Hysen |  | Italija - Sergio Cervato - Luciano Chiarugi - Giancarlo De Sisti - Guido Gratton - Mario Maraschi - Aurelio Milani - Alberto Orzan - Giuliano Sarti - Armando Segato - Giuseppe Virgili Brazil - Amarildo - Julinho Turska - Can Bartu - Lefter Küçükandonyadis Argentina - Miguel Montuori Švedska - Kurt Hamrin |  | Italija - Luigi Griffanti Urugvaj - Pedro Petrone |